# Schronisko w Serze
Schronisko w Serze – jaskinia w lesie po północnej stronie drogi łączącej Suliszowice z Zaborzem w województwie śląskim, w powiecie myszkowskim, w gminie Żarki. Pod względem geograficznym jest to obszar Wyżyny Częstochowskiej wchodzący w skład Wyżyny Krakowsko-Częstochowskiej. Administracyjnie jaskinia znajduje się na terenie wsi Suliszowice.

## Opis obiektu
W odległości około 280–300 m na północ od drogi Suliszowice-Zaborze w lesie są blisko siebie dwie grupy skał. W grupie wschodniej jest Biedruniowa Skała, natomiast grupa zachodnia zwana jest przez wspinaczy skalnych Serem. 
W ścianach tej skały są trzy otwory Schroniska w Serze o ekspozycji wschodniej i południowo-zachodniej. 
Jest to schronisko o skomplikowanej budowie będące pozostałością większego systemu jaskiniowego, który z czasem uległ zniszczeniu. Ma dwa charakterystyczne skalne dziedzińce, które są pozostałościami po dawnych studniach krasowych. Są one obecnie z trzech stron otwarte i mają liczne otwory. Część z tych otworów to rury krasowe, które zostały rozkopane przez zwierzęta. Z pewnością tworzą one połączony system korytarzy, dla człowieka jednak są zbyt ciasne do przejścia. Największy otwór jaskini o ekspozycji NEE znajduje się na północnym dziedzińcu. Ma wymiary 1,2 × 1,6 m. Dziedziniec ten ma jeszcze trzy niewielkie nyże, które opadają w dół i stopniowo zacieśniają się.
Od głównego otworu jaskini na północnym dziedzińcu prowadzi dość wysoki (1,6 m), ale niezbyt szeroki (ok. 1 m) korytarz, w którym po 6 m jest skrajnie trudny zacisk. Za zaciskiem korytarz staje się obszerniejszy i prowadzi do otworu południowego o wysokości 1,7 m i szerokości 1 m. W połowie odległości między tymi otworami jest jeszcze trzeci otwór o wysokości 0,5 m, za tym otworem jest dwumetrowej wysokości prożek i niewielka salka. W jej stropie są niewielkie kominki.
W ścianie dziedzińca północnego na wysokości 3 m jest jeszcze jedno niewielkie okienko, od którego ciągnie się w głąb skały rura krasowa przebijająca skałę na wylot i wyprowadzająca otworem obok otworu drugiego.
Schronisko zostało wytworzone przez wody płynące pod ciśnieniem w późnojurajskich wapieniach skalistych. Ma gładkie, myte ściany. Oprócz grzybków naciekowych brak w nim innych nacieków. Namulisko składa się głównie z próchnicy i w wielu miejscach jest rozgrzebane przez zwierzęta. Wewnątrz występują pająki z rodzaju Meta (sieciarz).

## Historia poznania i dokumentacji
Schronisko zostało po raz pierwszy opisane w 1968 r. przez M. Bednarka ze Speleoklubu PTTK Częstochowa. Wykonał także jego szkic, nie opublikował jednak tego. Na podstawie jego notatek schronisko wymienili M. Szelerewicz i A. Górny w wykazie jaskiń w 1986 r. Aktualny plan sporządził J. Zygmunt w czerwcu 2009 r.

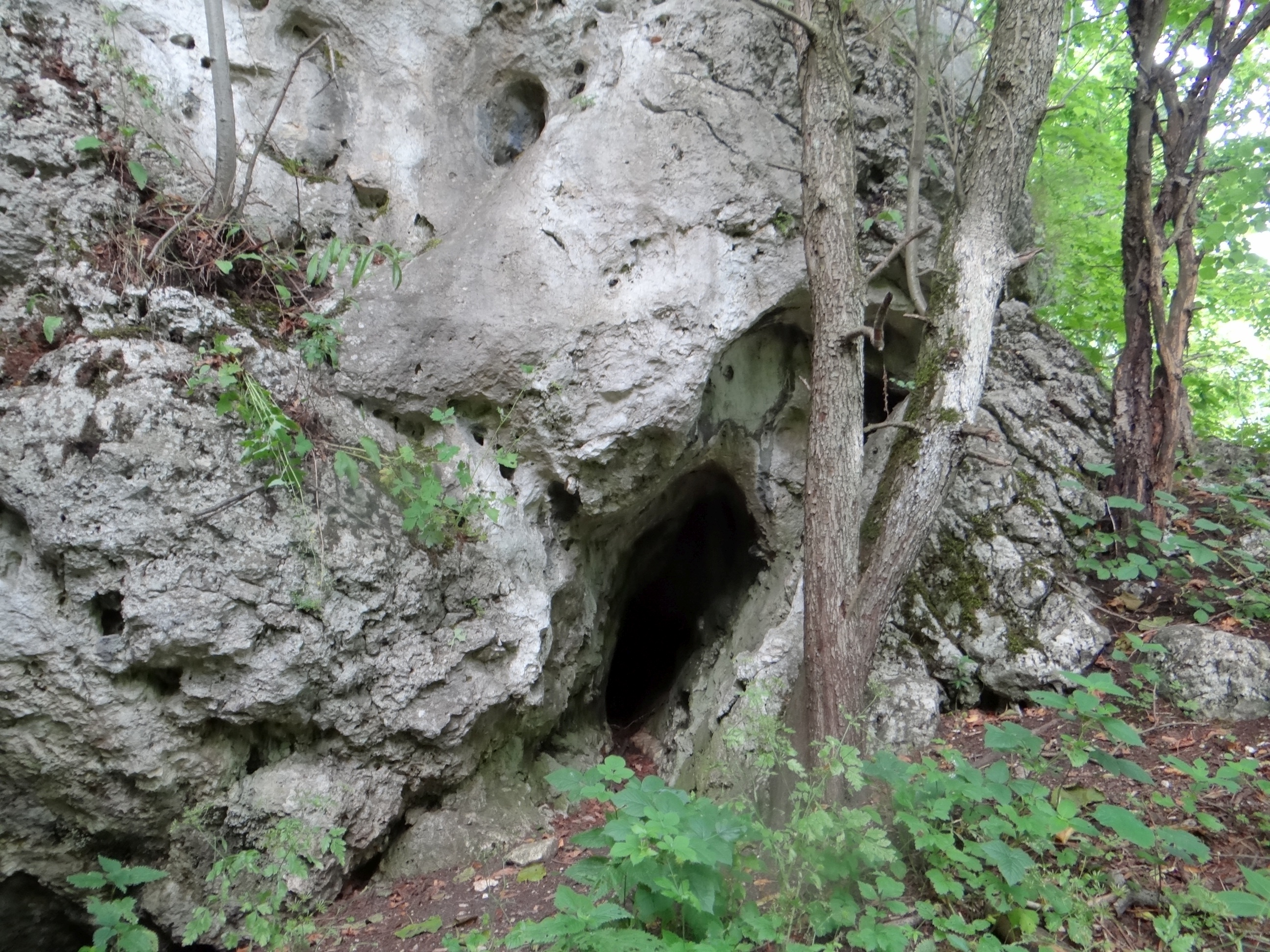
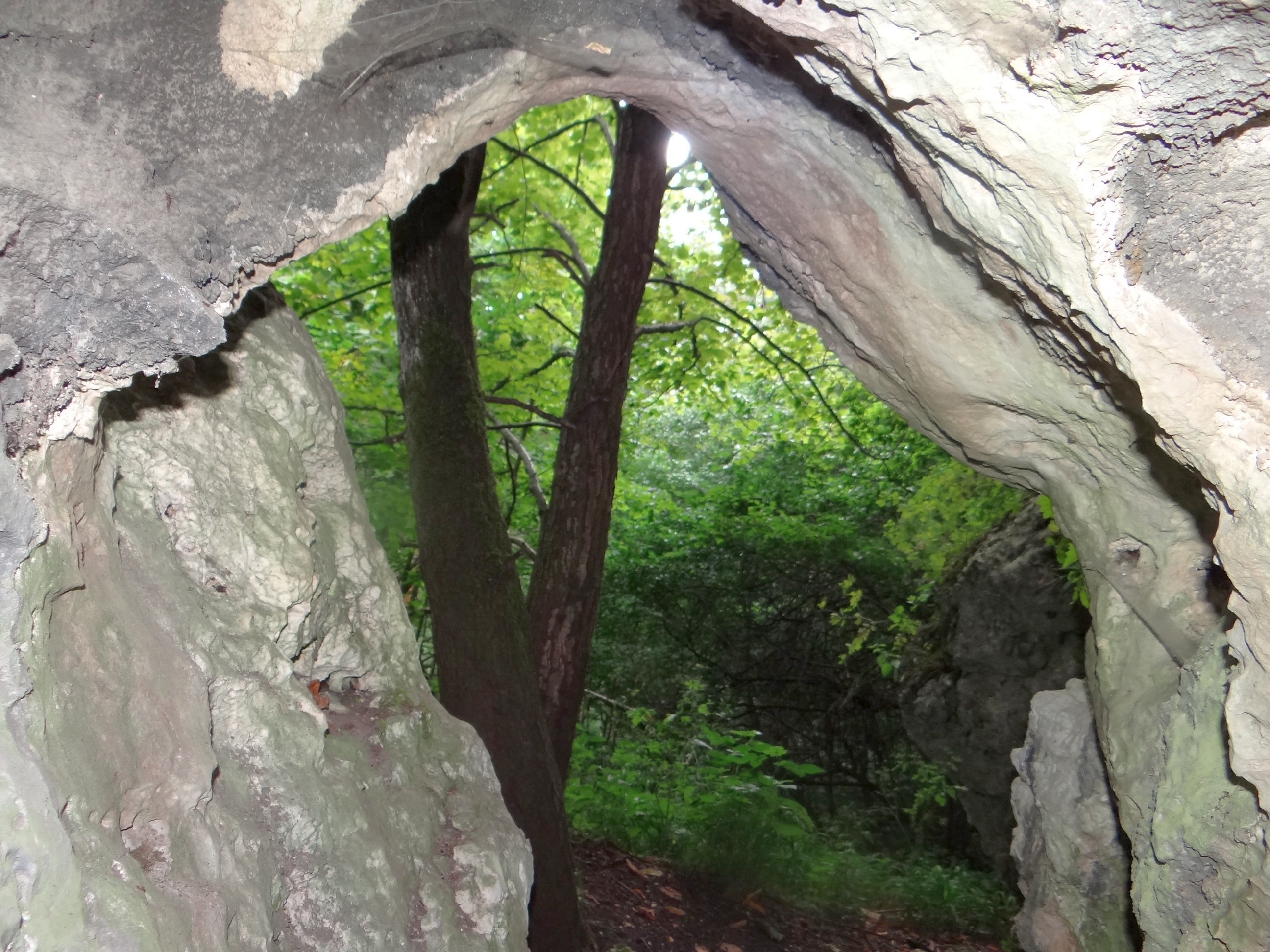
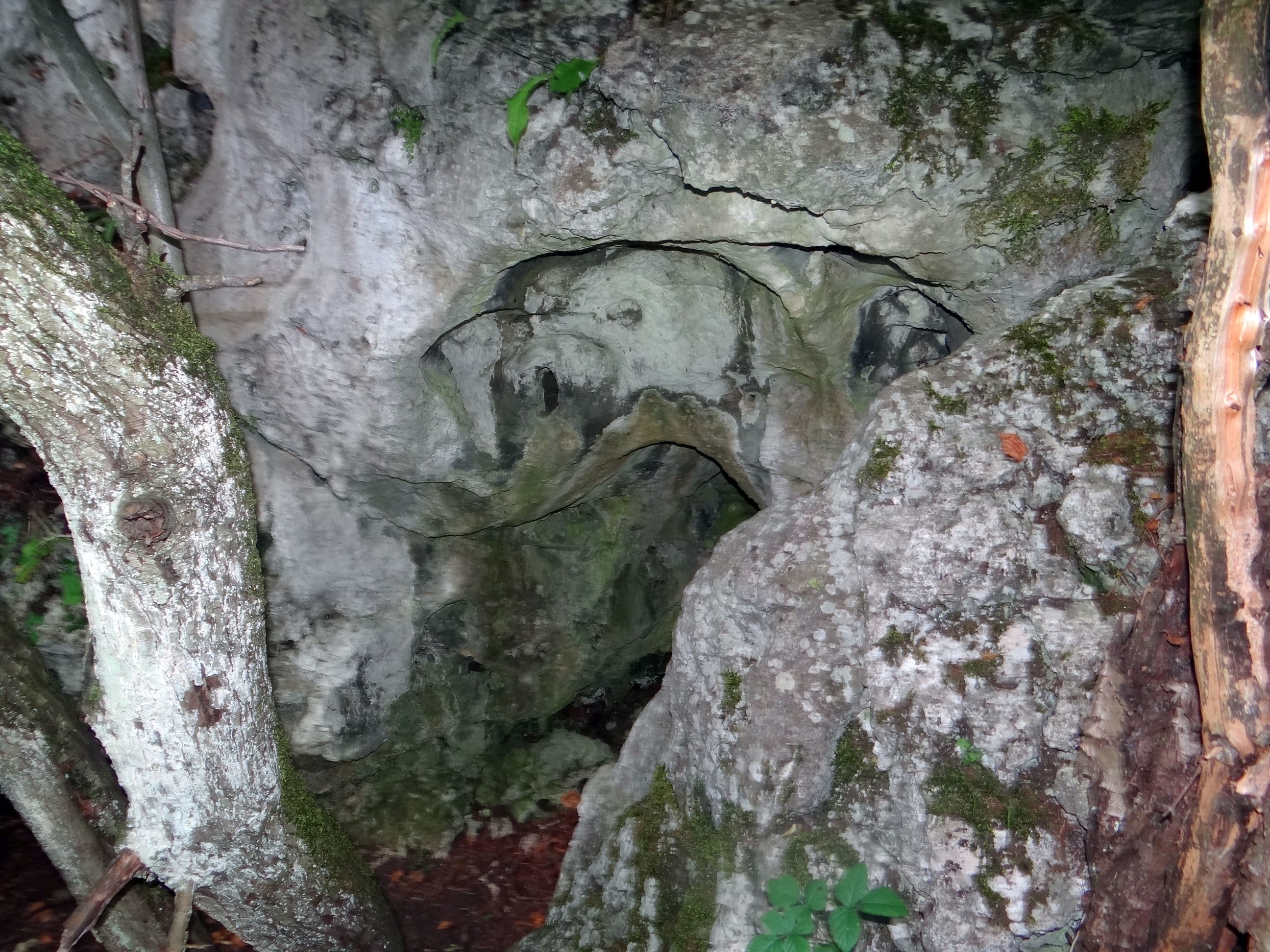
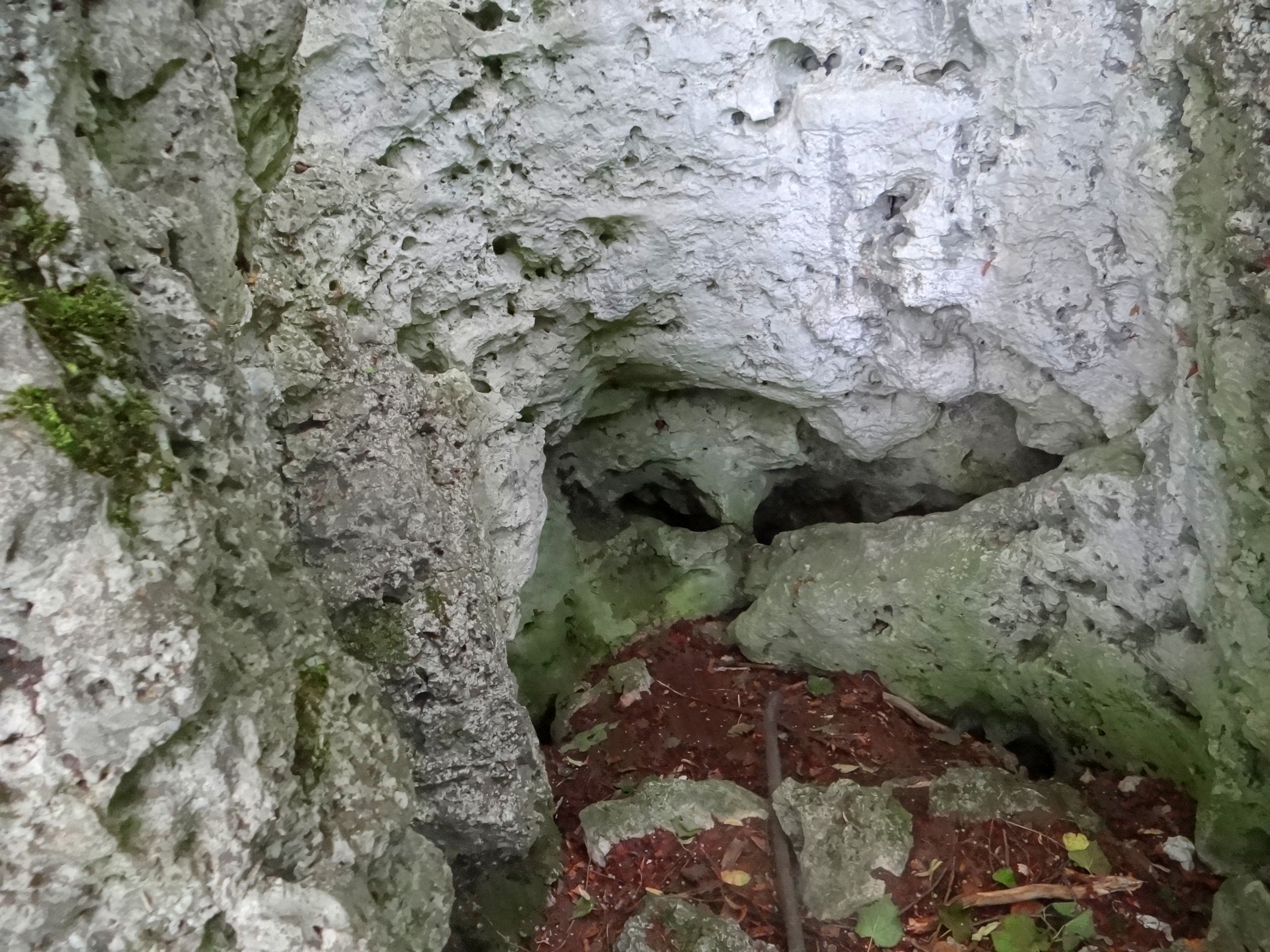
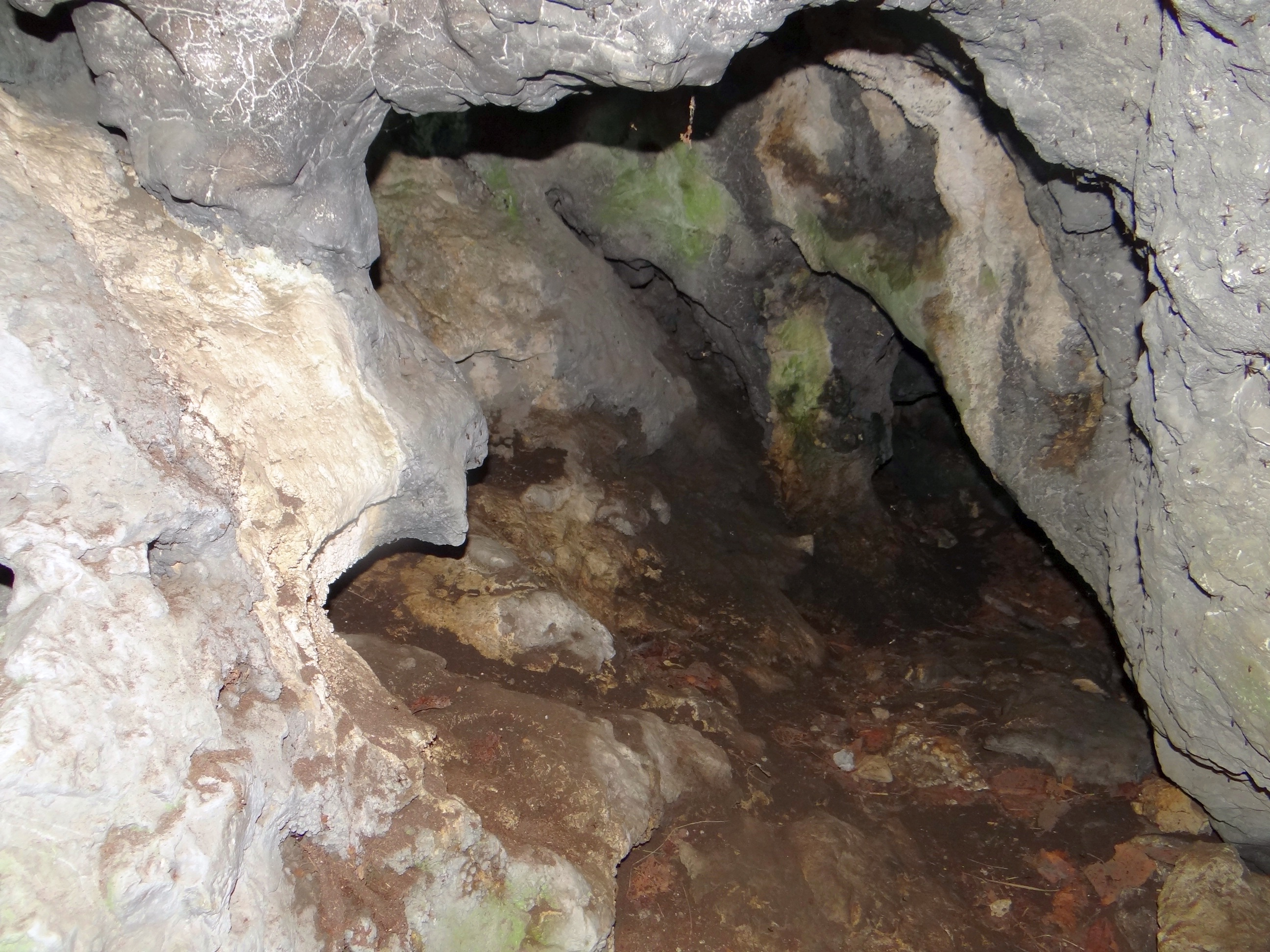
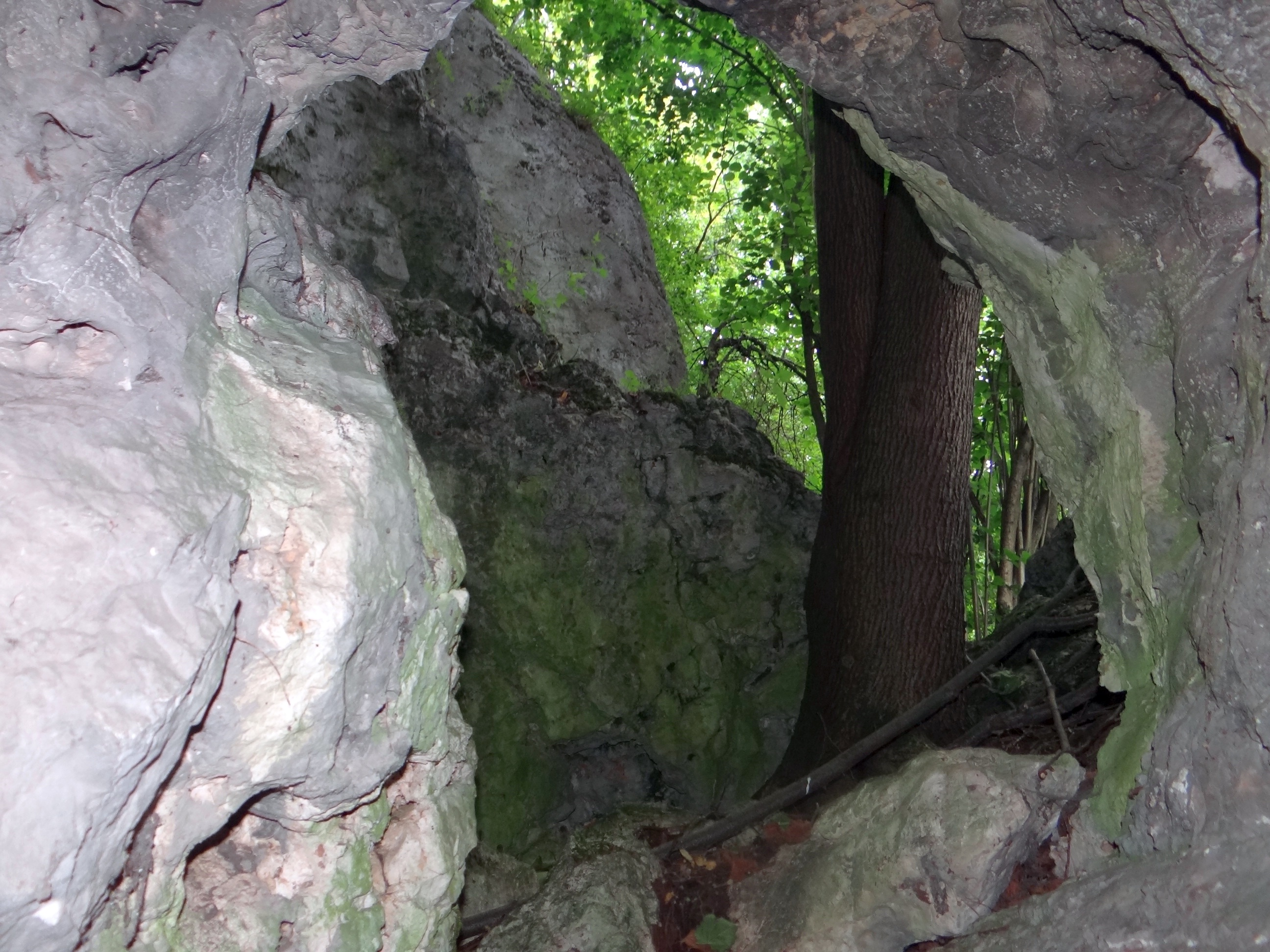